# اکنتال
اکنتال (به آلمانی: Eckental) یک شهر در آلمان است که در ارلانگن-هخشتات واقع شده‌است.